# Winfried Kübler
Winfried Kübler (* 30. August 1939) ist ein deutscher Kommunalpolitiker (CDU).
Kübler begann mit 15 Jahren eine Verwaltungsausbildung in Strümpfelbach. 1965 wurde er zum Bürgermeister von Schornbach gewählt. Als Schornbach 1975 zu Schorndorf eingemeindet wurde, bewarb er sich erfolgreich auf das Bürgermeisteramt in Remshalden. 1990 wurde er als Nachfolger von Reinhard Hanke zum Oberbürgermeister von Schorndorf gewählt, wo er bis 2006 zwei Amtsperioden amtierte. Ihm folgte Matthias Klopfer nach. Darüber hinaus gehörte Kübler mehr als 20 Jahre dem Kreistag des Rems-Murr-Kreises an.
In seiner Amtszeit hat OB Winfried Kübler die Infrastruktur Schorndorfs auf vielen Gebieten verbessert. Als prägende bauliche Beispiele seien die Barbara-Künkelin-Halle, das Arnold-Areal und das neue Oskar Frech See-Bad (Hallenbad) genannt, mit dessen Bau unter seiner Ägide begonnen wurde.
Die unter Vorgänger Reinhard Hanke (SPD) erbaute B-29-Umfahrung ermöglichte das Gewerbegebiet Steinwasen und damit die Ansiedlung vieler mittelständischer Industriebetriebe. 